# Plagioecia tubiabortiva
Plagioecia tubiabortiva är en mossdjursart som först beskrevs av Canu och Bassler 1930.  Plagioecia tubiabortiva ingår i släktet Plagioecia och familjen Plagioeciidae. Inga underarter finns listade i Catalogue of Life.